# Gabrielle Carteris

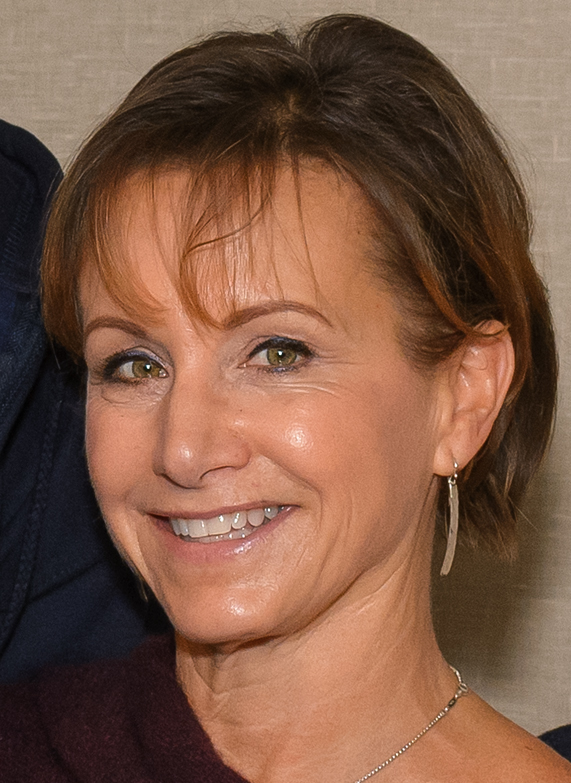
Gabrielle Carteris, 2017

Gabrielle Carteris (* 2. Januar 1961 in Phoenix, Arizona) ist eine US-amerikanische Schauspielerin griechischer Abstammung.

## Leben
In New York machte Carteris ihre Schauspielausbildung und spielte vorerst nur kleinere Rollen in Fernsehfilmen und in der Daily-Soap Another World. Später spielte sie von 1990 bis 1995 die Rolle der Andrea Zuckerman in der Serie Beverly Hills, 90210. Nach ihrem Ausstieg am Ende der fünften Staffel hatte sie Gastauftritte in der sechsten und achten Staffel sowie im Finale der Serie. 1995 moderierte Carteris die Talk-Show Gabrielle im amerikanischen Fernsehen. Sie hatte 2001 einen Gastauftritt in der Serie JAG – Im Auftrag der Ehre. 2002 war sie unter anderem als Sprecherin für das Computerspiel Icewind Dale II tätig. 2003 nahm sie an der Reality-Show Surreal Life teil, in der zehn Tage lang das Leben von sieben Prominenten in einem Haus gefilmt wurde. Carteris ist mit Charles Isaacs verheiratet und hat zwei Töchter. Nach dem Tod des Schauspielers Ken Howard im März 2016 übernahm sie zunächst kommissarisch die Leitung der Screen Actors Guild, bevor sie im April 2016 zur Vorsitzenden gewählt wurde. Im September 2021 wurde sie in dieser Funktion von Fran Drescher abgelöst.

## Filmografie (Auswahl)
- 1989: Jacknife – Vom Leben betrogen (Jacknife)
- 1990–2000: Beverly Hills, 90210 (Fernsehserie, 139 Folgen)
- 1992: Mein Bruder Kain (Raising Cain)
- 1996, 1998: Ein Hauch von Himmel (Touched By An Angel, Fernsehserie, zwei Folgen)
- 1997: Wally Sparks – König des schlechten Geschmacks (Meet Wally Sparks)
- 1997: Johnny Bravo (Fernsehserie, zwei Folgen, Stimme)
- 1999: King of the Hill (Fernsehserie, eine Folge, Stimme)
- 2000: Batman of the Future (Fernsehserie, eine Folge, Stimme)
- 2001: Full Circle
- 2001: Strong Medicine: Zwei Ärztinnen wie Feuer und Eis (Strong Medicine, Fernsehserie, eine Folge)
- 2001: Mord unter Narkose (Malpractice )
- 2001: JAG – Im Auftrag der Ehre (JAG, Fernsehserie, eine Folge)
- 2002: Wettlauf mit dem weißen Tod (Trapped: Buried Alive, Fernsehfilm)
- 2002: New York Cops – NYPD Blue (NYPD Blue, Fernsehserie, eine Folge)
- 2003: The Agency – Im Fadenkreuz der C.I.A. (The Agency, Fernsehserie, eine Folge)
- 2003: Die Mumie – Das Geheimnis der Mumie ( The Mummy: Secrets of the Medjai, Fernsehserie, eine Folge)
- 2003: Nip/Tuck – Schönheit hat ihren Preis (Nip/Tuck, Fernsehserie, eine Folge)
- 2004: Explosionsgefahr: Eine Stadt am Abgrund (Combustion, Fernsehfilm)
- 2005: Crossing Jordan – Pathologin mit Profil (Crossing Jordan, Fernsehserie, eine Folge)
- 2005: The Toy Warrior (Stimme)
- 2006: Drake & Josh (Fernsehserie, eine Folge)
- 2006: Avatar – Der Herr der Elemente (Avatar: The Last Airbender, Fernsehserie, eine Folge, Stimme)
- 2007: Plot 7
- 2008: Dimples
- 2008: My Alibi (Fernsehserie, 14 Folgen)
- 2009: Print
- 2010: Criminal Minds (Fernsehserie, eine Folge)
- 2011: The Event (Fernsehserie, zwei Folgen)
- 2011: Make It or Break It (Fernsehserie, eine Folge)
- 2011: Batman: The Brave And The Bold (Fernsehserie, zwei Folgen, Stimme)
- 2013: The Middle (Fernsehserie, eine Folge)
- 2013: Longmire (Fernsehserie, eine Folge)
- 2015–2016: Code Black (Fernsehserie, sieben Folgen)
- 2018: Navy CIS (Fernsehserie, eine Folge)
- 2019: BH90210 (Fernsehserie)
- 2020: How to Deter a Robber
- 2022: Boon
- 2022: We Own This City (Miniserie)
- 2022: 9-1-1 (Eine Folge)

## Ludografie
- 2002: Icewind Dale II